# 2024年パリオリンピックのトライアスロン競技
2024年パリオリンピックのトライアスロン競技（2024ねんパリオリンピックのトライアスロンきょうぎ）はワールドトライアスロン（WT）が管轄し開催される。

## 出場枠
個人戦は前回同様、男女55名ずつの計110名が出場権を得る。ただし1カ国につき男女最大3名（五輪予選ランキング（個人）30位以内に3名以上の選手が含まれる国）又は2名と定められている。男女混合リレーには男女ともに2名以上の選手を派遣する国が出場することができる。
2022年と、2023年の混合リレー世界選手権（World Triathlon Mixed Relay Championships）、2024年3月25日時点の五輪予選ランキング（混合リレー）と2024年に開催される混合リレー予選大会を通じて、10カ国に出場枠（男女2名ずつ）が与えられるほか、2024年5月27日時点の五輪予選ランキング（個人）の上位26名（混合リレーの成績により出場枠を得た国と開催国フランスは上位2名の選手を除く）の選手が所属する国（ただし、国ごとの上限人数を超える場合は次点以降の国）と、上記の基準で出場枠を得ていない国のうち、5大陸それぞれの世界ランキング最上位の選手が所属する国に1名ずつ出場枠が与えられるが、出場枠を得るためには当該選手が世界ランキング180位以内に位置していることが条件となる。また、開催国枠として、フランスから、少なくとも男女2名ずつの参加が認められているほか、男女2名ずつの招待枠がある。未使用となった大陸枠や招待枠は五輪予選ランキング（個人）により再配分される。
出場枠を得た国は混合リレー世界選手権、五輪予選ランキング（混合リレー）、混合リレー予選大会、及び五輪予選ランキング（個人）で出場枠を得た場合と開催国枠はランキング140位以内、世界ランキングで出場枠を得た場合と招待枠はランキング180位以内にいる選手から代表選手を選出することができる。

## 競技日程
開始時刻は中央ヨーロッパ夏時間（UTC+2）ただし全種目とも日程などが変更される可能性があります
| 種目       | 開催日  | 競技開始 |
| ---------- | ------- | -------- |
| 男子       | 7月31日 | 10:45    |
| 女子       | 7月31日 | 8:00     |
| 混合リレー | 8月5日  | 8:00     |

## 競技結果
| 種目       | 金 | 金      | 銀 | 銀         | 銅 | 銅         |
| ---------- | --- | ------- | --- | ---------- | --- | ---------- |
| 男子個人   | アレックス・イー イギリス (GBR)                                                                                            | 1:43:33 | ヘイデン・ワイルド ニュージーランド (NZL)                                                                                          | 1:43:39    | レオ・ベルジェール フランス (FRA) | 1:43:43    |
| 女子個人   | カッサンドル・ボーグラン フランス (FRA)                                                                                    | 1:54:55 | ジュリー・デロン スイス (SUI) | 1:55:01    | ベス・ポッター イギリス (GBR) | 1:55:10    |
| 混合リレー | ドイツ (GER) ティム・ヘルヴィヒ（20:06） リーザ・テルチュ（22:41） ラッセ・リュールス（20:24） ラウラ・リンデマン（22:28） | 1:25:39 | アメリカ合衆国 (USA) セス・ライダー（20:19） テイラー・スパイヴィー（22:41） モーガン・ピアソン（20:27） テイラー・ニッブ（22:13） | 1:25:40 PF | イギリス (GBR) アレックス・イー（20:03） ジョージア・テイラー＝ブラウン（22:45） サミュエル・ディキンソン（20:18） ベス・ポッター（22:34） | 1:25:40 PF |

## 備考
- 会場となったセーヌ川については水質が懸念され、トライアスロン競技に参加したベルギーやスイス、ノルウェーの選手に体調不良が出た[12]。特にベルギーからトライアスロン女子に出場したクレア・ミシェルは体調を崩して混合リレーを棄権することとなり、ベルギーの国内オリンピック委員会が声明を発表した[12]。